# Ludwig Wolff (polityk)

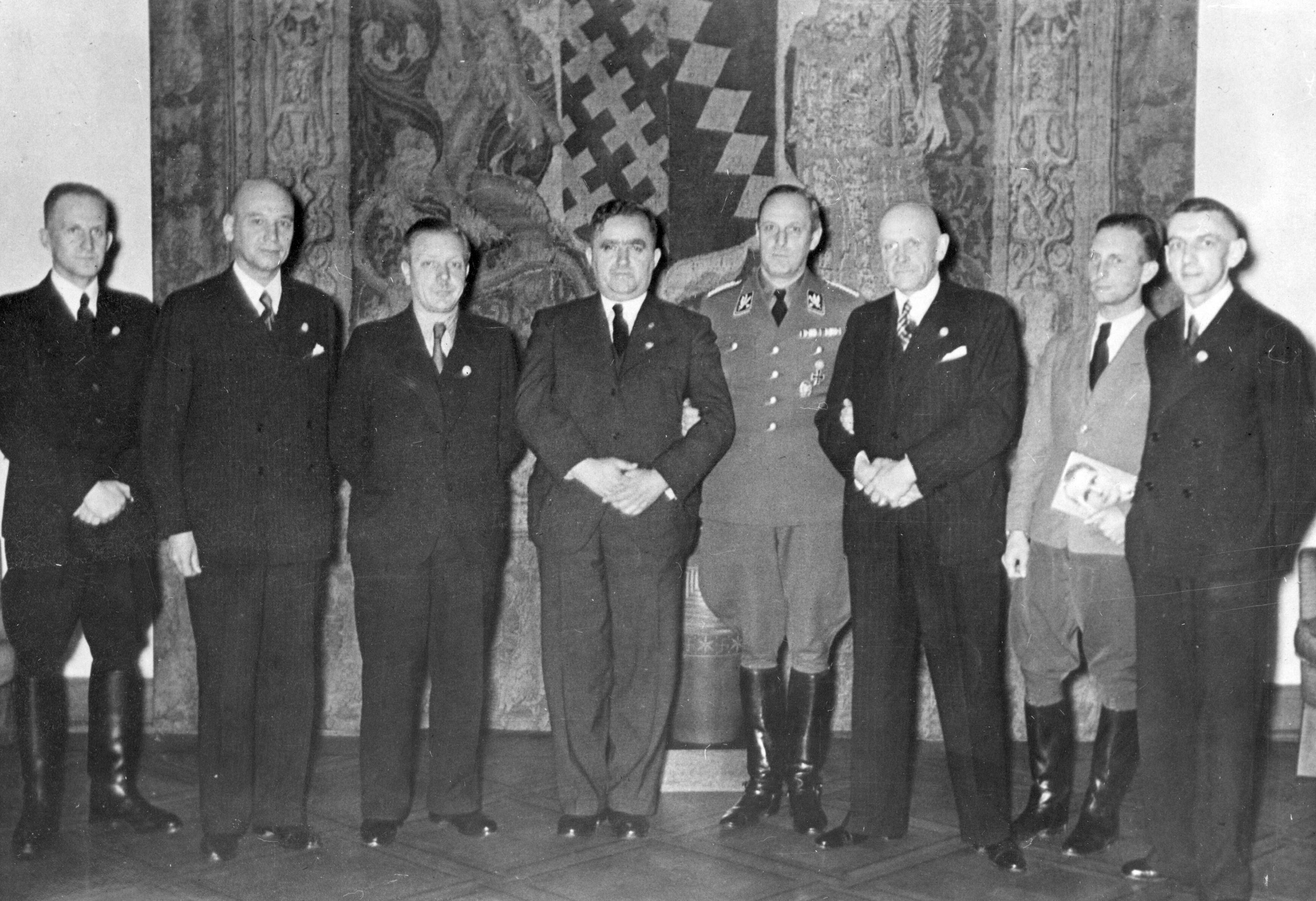
Grupa volksdeutschów z Polski po otrzymaniu z rąk Adolfa Hitlera honorowych odznak. Od lewej: Ludwig Wolff z Łodzi, Otto Ulitz z Katowic, gauleiter Josef Wagner z Wrocławia, burmistrz Rudolf Wiesner z Bielska-Białej, obergruppenfuhrer Werner Lorenz, senator Erwin Hasbach z Ciechocinka, baron Gero von Gersdorff z Wielkopolski, Weiss z Jarocina.

Ludwig Wolff (ur. 4 sierpnia 1908 w Pabianicach, zm. 1988) – niemiecki polityk (NSDAP) oraz SS-Führer, syn „Volkstumsführera” Ludwiga Wolffa. Był deputowanym do Reichstagu III Rzeszy (IV kadencja; 1939–1945) z terenu Kraju Warty. W okresie międzywojennym w II RP stał na czele Niemieckiego Stowarzyszenia Ludowego w Polsce – organizacji niemieckiej mniejszości działającej w łódzkim.